# 俄羅斯海盜黨
俄羅斯海盜黨 (俄语：Пиратская Партия России, ППР; Piratskaya Partiya Rossii)是一个以瑞典海盗党模式为基础建立的俄罗斯政党。此党於2009年7月建立。

## 歷史
2007年俄羅斯已存在一個海盜黨運動组织，其被稱為創造自由的海盜團結聯盟(SP-LTS)，其后被闲置。在其他国家与2009年夏纷纷建立海盗党后，俄罗斯也在一段时间后建立了自己的海盗党。在2010年1月，党派中选举出了第一个政党领导。
2011年3月俄羅斯司法部基於名稱因素退回了政黨註冊，因為「目前法律定義上海盜為一種攻擊海上或河上船隻的行為，這是一種刑事罪行。」政黨上訴及法院審理於5月24日發生。 在2011年7月，它決定以「無名黨」(俄语：Без названия)向官方註冊。於2012年6月30日和7月1日政黨名稱最後正確的註冊為俄羅斯海盜黨，但是儘管有黨代表選舉和黨規投票他們仍需為了讓政黨得到充分認可而努力。

## 著名黨員
- 蘿拉·沃羅寧，海盜黨國際副主席。

## 外部連結
- 官方網站 （俄文）